# فولکودین
فولکودین (به انگلیسی: Pholcodine) دارویی است که مصرف آن برای بزرگسالان در شروع درمان ۴ قرص و بعد از آن هر ۴ ساعت ۲ قرص است.

## احتیاط‌ها
برای آنکه در ضمن درمان سولفامیدها حداقل عوارض به وجود آید بهتر است دارو همراه با شیر یا یک شربت قلیائی میل شده و هیچگاه با معده خالی مصرف نشود و همچنین باید در ضمن مصرف مقدار زیادی آب میل نمود. مصرف در دوران بارداری با تجویز پزشک صورت گیرد.